# Willard Warner

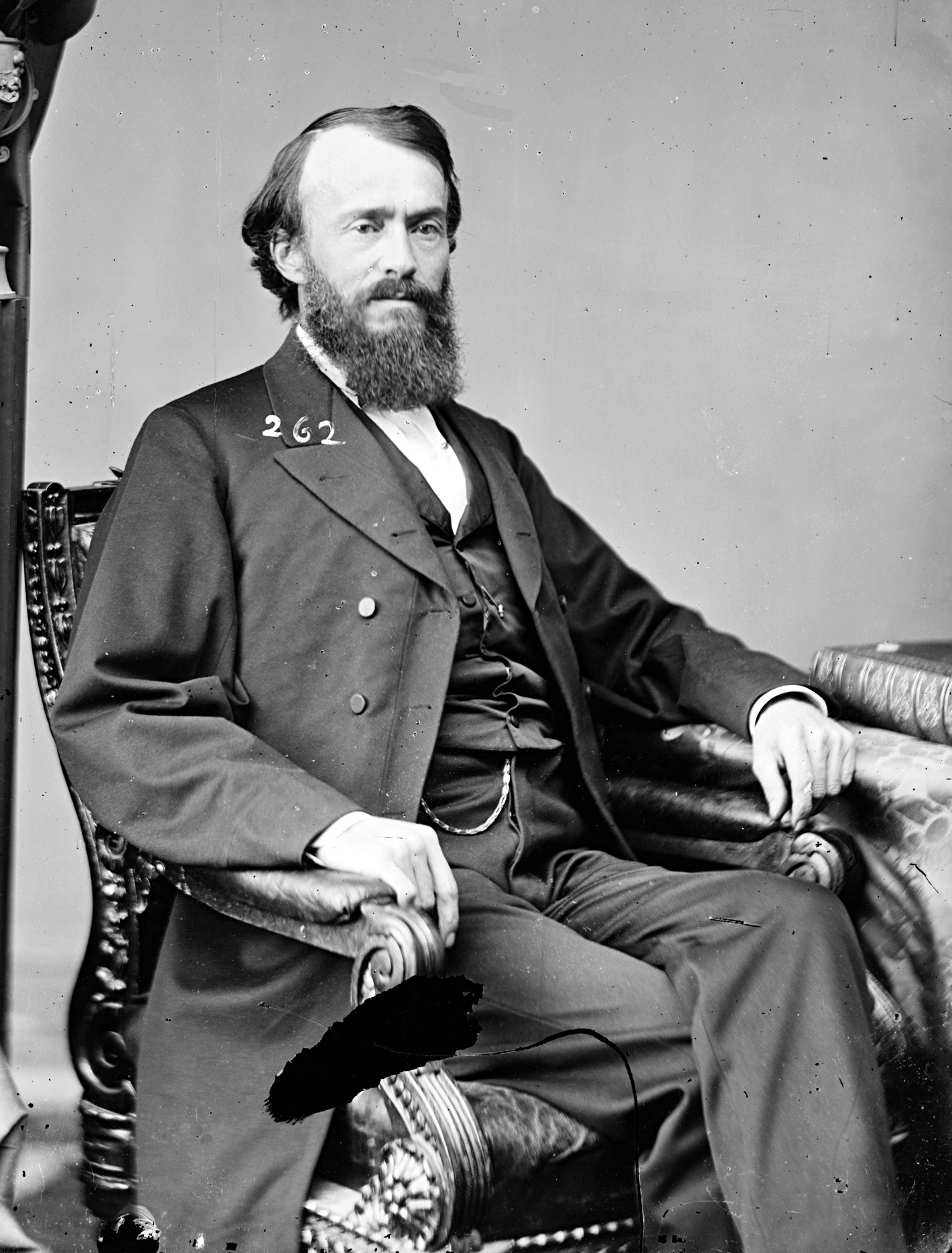
Willard Warner

Willard Warner (* 4. September 1826 in Granville, Licking County, Ohio; † 23. November 1906 in Chattanooga, Tennessee) war Brigadegeneral während des Bürgerkrieges in den Vereinigten Staaten sowie republikanischer US-Senator für den Bundesstaat Alabama.

## Leben und Wirken
Willard Warner, Absolvent des Marietta College in Marietta, Ohio, arbeitete zunächst in der Wirtschaft und war Begründer einer Maschinenfirma in Newark.
Im Dezember 1861 zog er als Freiwilliger in den Bürgerkrieg und war zunächst Major im 76. Infanterieregiment von Ohio. Er war Teilnehmer zahlreicher auf dem westlichen Kriegsschauplatz ausgetragener Konflikte, darunter der Schlacht um Fort Donelson, dem Ersten Schlacht um Corinth und der Schlacht um Vicksburg. Im Jahr 1863 wurde Warner zum Oberstleutnant befördert und zum stellvertretenden Kommandeur seines Regiments ernannt, das von Vicksburg nach Chattanooga versetzt wurde. Als Generalinspekteur im Stab von General William T. Sherman kämpfte Warner im Atlanta-Feldzug und wurde im Oktober 1864 Kommandeur des 108. Ohio-Infanterie-Regiments. Wenige Wochen später folgte die Beförderung zum Brigadegeneral, im Frühjahr 1865 erhielt Warner den Brevet-Rang eines Generalmajors. Im Juli 1865 musterte Warner schließlich ab. Er begann sich politisch zu engagieren und gehörte für zwei Sitzungsperioden dem Senat von Ohio an.
Im Jahr 1867 zog Warner ins südliche Alabama und wurde kurz darauf Abgeordneter im Repräsentantenhaus von Alabama. Am 13. Juli 1868 zog er als Senator class 2 von Alabama in den Kongress ein. Seine Amtszeit ging bis zum 3. März 1871, der Versuch einer Wiederwahl blieb erfolglos. Bis 1997 war er der letzte Republikaner in dieser Position. Warner pflegte zahlreiche wirtschaftliche Kontakte, zunächst in Alabama und später in Tennessee.
Er arbeitete zwischen 1871 und 1872 in der Zollbehörde von Mobile und lehnte sowohl den angebotenen Posten des Gouverneurs im New-Mexico-Territorium als auch den des US-Botschafters in Argentinien ab. Zuletzt fungierte Warner als Präsident einer stahlverarbeitenden Firma in Nashville. Sein letztes politisches Mandat übte er von 1897 bis 1898 als Abgeordneter im Repräsentantenhaus von Tennessee aus.
Er starb im 79. Lebensjahr in Chattanooga und liegt in Newark begraben.